# Spilococcus sequoiae
Spilococcus sequoiae är en insektsart som först beskrevs av William Higgins Coleman 1901.  Spilococcus sequoiae ingår i släktet Spilococcus och familjen ullsköldlöss. Inga underarter finns listade i Catalogue of Life.